# Villa Ker Vary
La maison dite villa Ker Vary est l’une des quinze villas balnéaires répertoriées patrimoine exceptionnel de la commune de La Baule-Escoublac, dans le département français de la Loire-Atlantique. Construite en 1896 par Georges Lafont, il s’agit d’une villa de style dissymétrique gothique qui est située dans le lotissement Pavie.

## Localisation
La villa est située sur le boulevard de mer, esplanade François-André, à l'angle avec l'avenue Bouchardat, qui permet l'accès à la maison. Elle est mitoyenne avec la villa Les Marguerites à l'ouest, sur l'esplanade François-André.

## Patrimoine de La Baule-Escoublac
La zone de protection du patrimoine architectural, urbain et paysager (ZPPAUP) de La Baule-Escoublac rassemble 6 871 bâtiments, parmi lesquels 15 villas sont distinguées en patrimoine exceptionnel ; 699 autres sont recensées en patrimoine remarquable à conserver et 1 741 en patrimoine d’accompagnement essentiel.

## Historique
La maison a été construite sur les plans dessinés par Georges Lafont en 1896.
Au début du XXe siècle, une chapelle est adjointe au nord du bâtiment ; elle est utilisée comme bureau dès la fin de ce même siècle.
Une petite écurie est présente dans le fond de la parcelle ; elle comporte un logement à l'étage pour le cocher.
Au début du XXe siècle, elle appartient au baron Emmanuel de Francq (Paris, 1844 - La Baule, 1910)
La villa fait l'objet d'une publication dans le recueil Villas et cottages des bords de l'océan en 1898, photographiée par Jules Durupt.

## Architecture
La villa de style dyssimétrique gothique s’élève sur deux étages construits sur un rez-de-chaussée et un sous-sol.
L'inspiration dyssimétrique gothique se manifeste par les murs montés en moellons avec des chaînages en granite taillé. De même, les encadrements des ouvertures sont en pierre de taille. Des mâchicoulis de pierre taillée encadrent la tour d'angle à l'est. Quatre créneaux joignent le pignon découvert et la tour.
Des ardoises disposées en losange recouvrent la toiture. 
Une Vierge à l'Enfant en bois orne le mur est, au niveau de la tour. 
Un porche d'entrée en bois sculpté protège l'accès principal.
La chapelle accolée à l’arrière de la villa, côté nord, date du début du XXe siècle.